# Internationale Filmfestspiele von Cannes 2001
Die 54. Internationalen Filmfestspiele von Cannes 2001 fanden vom 9. Mai bis zum 20. Mai 2001 statt.

## Wettbewerb
Im Wettbewerb des Festivals wurden im Jahr 2001 folgende Filme gezeigt:

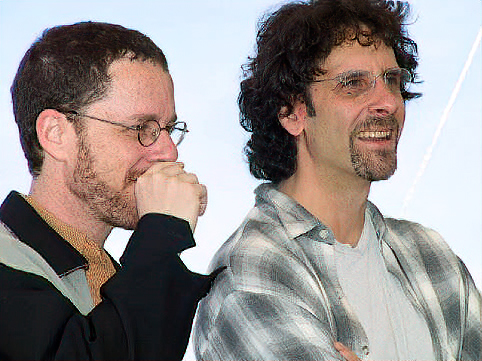
Ethan und Joel Coen in Cannes 2001

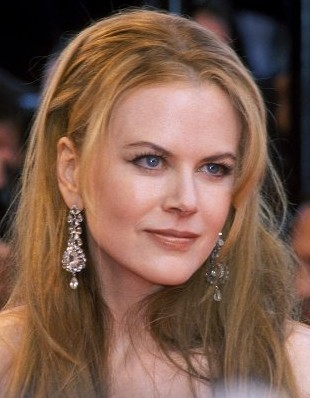
Nicole Kidman in Cannes 2001

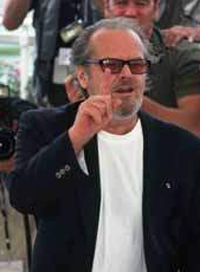
Jack Nicholson beim Photo-Call für Das Versprechen

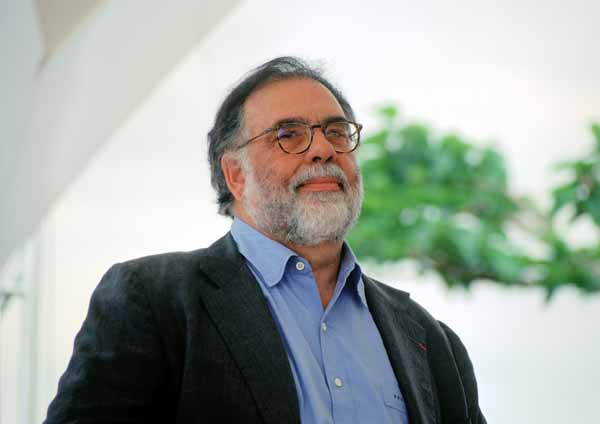
Francis Ford Coppola in Cannes, 2001

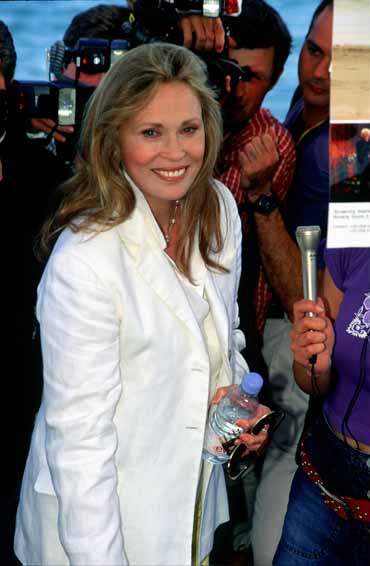
Faye Dunaway in Cannes, 2001

| Filmtitel                  | Regisseur                    | Produktionsland                 | Darsteller (Auswahl)                                |
| Auf die Liebe              | Jean-Luc Godard              | Frankreich, Schweiz             |                                                     |
| Distance                   | Hirokazu Koreeda             | Japan                           |                                                     |
| Ich geh’ nach Hause        | Manoel de Oliveira           | Frankreich, Portugal            | Michel Piccoli, Catherine Deneuve, John Malkovich   |
| Die Klavierspielerin       | Michael Haneke               | D, F, Österreich, Polen         | Isabelle Huppert, Annie Girardot, Benoît Magimel    |
| The Man Who Wasn’t There   | Ethan und Joel Coen          | UK, USA                         | Billy Bob Thornton, Frances McDormand               |
| Der Medici-Krieger         | Ermanno Olmi                 | I, F, D, Bulgarien              |                                                     |
| Millennium Mambo           | Hou Hsiao-hsien              | Taiwan, Frankreich              | Shu Qi                                              |
| Moulin Rouge!              | Baz Luhrmann                 | Australien, USA                 | Nicole Kidman, Ewan McGregor                        |
| Mulholland Drive           | David Lynch                  | Frankreich, USA                 | Naomi Watts, Laura Harring                          |
| No Man’s Land              | Danis Tanović                | Bosnien, Slowenien, I, F, UK, B |                                                     |
| Die Offizierskammer        | François Dupeyron            | Frankreich                      | Éric Caravaca, Denis Podalydès                      |
| Pau i el seu germà         | Marc Recha                   | Spanien, Frankreich             |                                                     |
| Die Probe                  | Catherine Corsini            | Frankreich, Kanada              | Emmanuelle Béart, Pascale Bussières, Dani Levy      |
| Reise nach Kandahar        | Mohsen Makhmalbaf            | Iran, Frankreich                |                                                     |
| Roberto Succo              | Cédric Kahn                  | Frankreich, Schweiz             | Stefano Cassetti                                    |
| Shrek                      | Andrew Adamson, Vicky Jenson | USA                             | Zeichentrickfilm                                    |
| Telets                     | Alexander Sokurow            | Russland                        |                                                     |
| Tsuki no sabaku            | Shinji Aoyama                | Japan                           |                                                     |
| Va savoir                  | Jacques Rivette              | Frankreich, Italien, D          | Jeanne Balibar, Marianne Basler                     |
| Das Versprechen            | Sean Penn                    | USA                             | Jack Nicholson, Patricia Clarkson, Benicio Del Toro |
| Wasserspiele               | Shōhei Imamura               | Japan, Frankreich               | Kōji Yakusho, Misa Shimizu, Saeko Aizawa            |
| What Time Is There?        | Tsai Ming-liang              | Taiwan, Frankreich              |                                                     |
| Das Zimmer meines Sohnes 1 | Nanni Moretti                | Italien, Frankreich             | Nanni Moretti, Laura Morante                        |

## Internationale Jury
In diesem Jahr war Liv Ullmann Jurypräsidentin. Noch ein Jahr zuvor hatte sie eine Regiearbeit nach einem Drehbuch von Ingmar Bergman im Wettbewerb. Sie stand einer Jury mit folgenden Mitgliedern vor: Charlotte Gainsbourg, Sandrine Kiberlain, Julia Ormond, Moufida Tlatli, Mimmo Calopresti, Terry Gilliam, Mathieu Kassovitz, Philippe Labro und Edward Yang.

## Preisträger

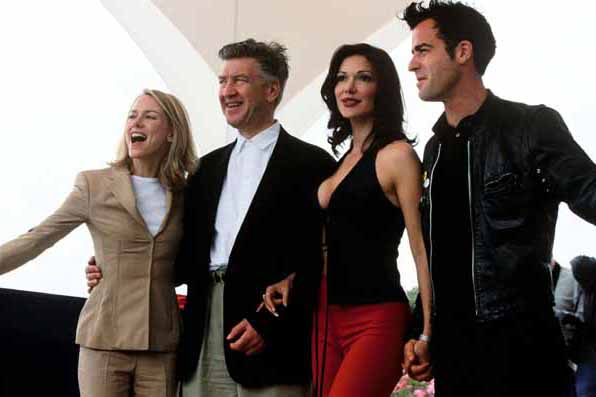
Naomi Watts, David Lynch, Laura Harring und Justin Theroux in Cannes, 2001 (v. l. n. r.)

- Goldene Palme: Das Zimmer meines Sohnes
- Großer Preis der Jury: Die Klavierspielerin
- Bester Schauspieler: Benoît Magimel in Die Klavierspielerin
- Beste Schauspielerin: Isabelle Huppert in Die Klavierspielerin
- Beste Regie: David Lynch für Mulholland Drive und Joel Coen für The Man Who Wasn’t There
- Bestes Drehbuch: Danis Tanović für No Man’s Land

## Weitere Preise
- FIPRESCI-Preis: Das Zimmer meines Sohnes
- Preis der Ökumenischen Jury: Reise nach Kandahar

## Un Certain Regard
In der Sektion Un Certain Regard wurden in diesem Jahr unter anderem folgende Filme vorgestellt:
Beziehungen und andere Katastrophen von Alan Cumming und Jennifer Jason Leigh, Hijack Stories von Oliver Schmitz, Ich habe dich nicht um eine Liebesgeschichte gebeten von Jacques Doillon, Lan Yu von Stanley Kwan, Lovely Rita von Jessica Hausner, No Such Thing von Hal Hartley, Le parole di mio padre von Francesca Comencini, Pattiyude Divasam von Murali Nair, R Xmas von Abel Ferrara, Storytelling von Todd Solondz, Sie haben meinen Sohn getötet! von João Canijo. Der Un Certain Regard Preis wurde in diesem Jahr an den französischen Film Amour d’enfance von Yves Caumon verliehen.